# Isla Alto Velo
Isla Alto Velo är en ö i Dominikanska republiken.   Den ligger i provinsen Pedernales, i den sydvästra delen av landet, 210 km sydväst om huvudstaden Santo Domingo. Arean är 0,99 kvadratkilometer.
Terrängen på Isla Alto Velo är platt. Öns högsta punkt är 134 meter över havet. Den sträcker sig 1,1 kilometer i nord-sydlig riktning, och 1,2 kilometer i öst-västlig riktning.